# Juan Antonio García de Leániz Noguera
Juan Antonio García de Leániz Noguera (Madrid, 5 de octubre de 1935-Madrid, 5 de marzo de 2019) fue un economista y abogado español. Director General del ICO y vicepresidente del Banco Árabe-Español.

## Biografía
Nacido en Madrid, se desplazó a Bilbao donde estudió Derecho en la Universidad de Deusto, y desarrolló su afición por el fútbol, jugando como extremo diestro en varios campos vizcaínos, incluido San Mamés. Obtenida la licenciatura, comenzó a trabajar en FEMSA, empresa fundada por su suegro Emilio Caprile. 
En 1966 realizó el MBA en la Universidad de Harvard. En Boston, además de su formación financiera y de perfeccionar el inglés realizó diversos contactos con el FMI y el Banco Mundial.
De regreso a España, en 1972, Joaquín Garrigues le llamó para entrar en la Liga Financiera, desde donde accedió a la dirección general del Instituto de Crédito Oficial. En el ICO gestionó diversos empréstitos a Iberoamérica, fundamentalmente: Argentina, Chile y Perú. Posteriormente ocupó la vicepresidencia del Banco Árabe-Español y en noviembre de 1978, la presidencia de Carbonell.
Posteriormente, como presidente de un banco centenario, el Hispano Americano, lo modernizó junto con Alejandro Albert. 
Estaba casado con Gabriela Caprile, con quien tuvo seis hijos: Carlos, Ignacio, Santiago, José Antonio, Gabriela y Alfonso. En el momento de su fallecimiento, tenía trece nietos y dos biznietas.